# Кони Полгрейв
Ко́ни По́лгрейв (на руски: Ко́нни По́лгрейв, съкратено Кони) е домашното животно на втория президент на РФ Владимир Путин, куче от породата лабрадор. В пресата обикновено я наричат Кони (с една буква „н“) или Лабрадор Кони. Има деца и внуци. Често фигурира във вестникарските и журнални статии, герой е и на комикса на списание „Огонёк“ и на книга, описваща живота на Путин с очите на куче.

## Родословно дърво
Чистокръвен лабрадор с родословно дърво, родила се е в 1999. Прякорът на майката на Конни е Хэнриэтта Буш (Хенриетта Бош), на бащата – Алькор Рос Бредфорд. Сред предците на Конни е бил и лабрадорът на Брежнев. Придобита е от Министерството на изключителните ситуации чрез „Российский Ретривер Клуб“, възпитавала се е в кинологическия център на 179-ия спасителен отряд на МЧС. През 2000 г. министърът Сергей Кужугетович Шойгу подарява палето-лабрадор в подарък на президента.

## Любимо блюдо
На интернет-конференцията, състоявла се на 6 юли 2006 г., президентът Путин съобщава, че любимо ястие на неговото куче е каша с месо, която тя поглъща 2 – 3 пъти на ден. По време на приема на делегации президентът моли гостите да не подхвърлят на кучето лакомства от масата. .

## Деца и внуци
Една от дъщерите на Конни служи в Градската единна спасителна служба в гр. Владикавказ.
Президентът Путин в хода на „пряката линия“ заявява, че иска да предаде кученцата на своя лабрадор в надеждни ръце. В резултат едно от палетата било предадено на пенсионера Алексей Белевец от хутора (селцето) Новозолотовка от Ростовска област, още един – на ученичката Катя Сергеенкова от Смоленск, която станала притежател на лабрадора Оскар.
Белевец нарича кученцето Дарина. Дарина пораснала и се окучила. Дарина ражда 11 кученца – 8 песа и 3 кучки.
.
Две палета – черната Ольга и бледо-жълтата Орхидея – били подарени на президента на Австрия Томас Клестил, който за кратко бил техен стопанин, тъй като скоро починал. Неговата вдовица Маргот Леффлер-Клестил била назначена за посланик на Австрия в Чехия и обявила, че взима кучетата със себе си в Прага, отбелязвайки:
„Аз действително силно се привързах към моите мили кучета. Те много ви помогнаха да преживея смъртта на любимия човек – моя съпруг. Оля и Орхи са толкова весели, забавни, че наред с тях може да се забрави за всички печали.“

## Кони в политическия живот на Русия
Кони става известна, когато ражда 8 палета на 7 декември 2003 г. – в деня на парламентарните избори в Русия..
Лабрадорът Кони още през февруари 2005 г. на шега се споменава в пресата като възможна приемница на Путин на поста президент на Русия през 2008 г..
Впоследствие тази идея започнала широко да се обсъжда в пресата и обществото. Предположението за такава възможност изказва Борис Немцов:
"Представяте ли си, утре се събужда Пути в лошо настроение и мисли: как само са ми омръзнали тези двама приемници. За какво са нужни те? И назначава за приемник лабрадора Конни. А тя и не фигурира в списъците у букмекерите ."
Младежкото движение „Мы“ (Ние) през февруари-март 2007 г. се изявява с инициатива за издигане на Конни като кандидат-президент и се попитало да започне събиране на подписи за нея на паметника на героите от Плевен в Москва. Президентът на фонда „Инедем“, политологът Георгий Сатаров твърди, че 40 % от руските избиратели са готови да гласуват за Конни, ако президентът я посочи за свой приемник. Членът на Президиума на ЦК на „Родина. КРО“ Владимир Тор на сайта „АПН.ру“ отбелязва следните положителни страни на Конни като кандидат-президент: „Верен, изпитан другар. Плюс благородният произход – и всичко това е толкова толерантно, без най-малък примес на ксенофобия“.

## Паметник
През октомври 2007 г. жителите на блокове 151 и 155 на Приморский проспект в Санкт-Петербург изразили намерение да поставят на детската площадка в своя двор паметник на „първото куче“ на Русия. Паметникът ще бъде съпроводен от надписа: „На най-добрия приятел на Президента – кучето Кони“ и ограден с лека кована ограда. По твърдения на радиостанцията „Эхо Москвы“, по този начин жителите се опитват да спасят детската площадка от застрояване .

## Фотографии
- На килима в Кремълския кабинет
- На среща с канцлера на Германия
- На разходка с президентите на Русия и Беларус
- В покоите на Президента